# Puerto de Los Tornos
Los Tornos es un puerto de montaña español situado en Cantabria, haciendo frontera con la provincia de Burgos. En su cenit, cruzado por la carretera nacional N-629, hay un letrero que indica una altitud de 920 m s. n. m. Ofrece una vista sobre las provincias de Cantabria, Vizcaya y Burgos.

## Descripción
Es uno de los puertos de montaña más utilizados por el tráfico rodado para unir Cantabria con la meseta central española. La ascensión desde Cantabria mantiene una pendiente media de 4,4 %, mientras que la burgalesa no está considerada como puerto de montaña, al ser su pendiente inferior al 3 %. Una ínfima parte de la ascensión por el lado cántabro pasa por Vizcaya, atravesando la población de Lanestosa.